# Lichnowy
Lichnowy (Groß Lichtenau fino al 1945) è un comune rurale polacco del distretto di Malbork, nel voivodato della Pomerania.
Ricopre una superficie di 88,7 km² e nel 2004 contava 4 591 abitanti.